# 埃爾包爾
埃爾包爾（西班牙語：El Baúl），是委內瑞拉的城鎮，位於該國西部科赫德斯州，是吉拉爾多特市的首府，始建於1744年5月1日，主要經濟活動是農業和畜牧業，該城鎮人口9,605。